# Epidendrium dendrophylliae
Epidendrium dendrophylliae is een slakkensoort uit de familie van de Epitoniidae. De wetenschappelijke naam van de soort is, als Epitonium dendrophylliae, voor het eerst geldig gepubliceerd in 1986 door Bouchet & Warén. Deze soort is in 2005 door Gittenberger & Gittenberger in het nieuwe geslacht Epidendrium ondergebracht.